# 학생신앙운동
학생신앙운동(영어: Student For Christ, SFC)은 고신, 고려교단, 제신노회의 중학생, 고등학생, 대학생들로 구성된 대한민국의 선교단체이다. 학생신앙운동원들은 자신의 단체를 훈련과 양육을 시킬 뿐만 아니라 성경의 가르침에 입각해서 운동을 펼치는 단체로 묘사하고 있다. SFC는 한국 학생 선교단체의 출발점이기도 하며, 국내 3대 선교단체(CCC, IVF, SFC)중 하나이다.

## 개요
학생신앙운동은 해방과 6.25를 전후로 일어난 한국교회의 회개운동의 영향으로 부산 제1영도교회에서 모였던 당시 중고학생들의 기도모닥불운동과 한부선 선교사의 지도로 모였던 성경공부 그룹인 청년신앙운동이 통합되어 전국적인 규모를 확장되어 오늘에 이르게 되었다. 이 운동의 신앙적 기초는 개혁주의이다. 개혁신앙과 부흥운동은 학생신앙운동의 두 기초이다.
SFC는 일제치하 때 1938년 9월 조선예수교장로회 제27회 총회에서 신사참배를 가결한 반성경적인 결정과 영적으로 무너진 조국 교회를 바라보며 해방 후 회개하는 모닥불 기도회로부터 시작되었다. 당시 한명동 목사가 시무하던 부산 제1영도교회에서 발생한 중고등학생들의 모닥불 기도회로 시작된 SFC는 1947년 “학생신앙협조회”란 이름으로 조직되었고, 1948년에 이르러 “학생신앙운동”이라는 이름으로 부르게 되었고, 1952년 7월에 열렸던 전국대회에서 “중앙학생신앙운동”이란 이름을 결정하였고, 1953년 1월 임시대회에서 “전국학생신앙운동”으로 개칭되었다.
학생신앙운동의 성장을 위한 몸부림은 1961년 8월 정기대회시에 결의했던 두 가지 사실에서도 나타난다. 하나는 학생신앙운동을 위한 특별기간(1962.1.11~17)을 정해 달라는 청원이었고, 또 하나는 이 운동을 위해 전적으로 책임을 지고 일할 수 있는 전담 사역자를 세워 주시고 그 생활비를 총회에서 부담해 줄 것을 청원한 것이다. 이런 청원은 당장 총회에서 결정되지는 않았지만, 특별기간에 대한 청원은 1962년 SFC 주일을 교단 교회가 지키는 것으로 결정되었고, 전임 사역자건은 1971년 김만우 간사가 초대 간사로 세워지면서 이루어졌다. 이처럼 학생신앙운동은 스스로 자기 성장의 필연성을 인식하고 그것을 위한 재정적․인적 필요를 총회에 요청했던 것이다.
SFC 초창기 모닥불 기도회에서 기도했던 세 가지 기도 제목 학업충실․ 복음전도․ 교회봉사이다.
한부선 선교사가 이끄는 “청년신앙운동”과 진리운동을 계승한 “고려신학교”가 주최한 수양회는 SFC의 신앙적 열정을 유지시켜 주는 계기를 마련해 주었다.

## S.F.C. 강령
우리는 전통적 웨스트민스터 신앙고백서 및 대소교리문답을 우리의 신조로 한다.
우리는 개혁주의 신앙과 생활을 확립하여 세상의 빛과 소금이 됨을 우리의 목적으로 한다.
우리의 사명은 다음과 같다.
- 개혁주의 신앙의 대한교회 건설과 국가와 학원의 복음화

- 개혁주의 신앙의 세계교회 건설과 세계의 복음화
우리의 생활원리는 다음과 같다.
- 하나님 중심

- 성경 중심

- 교회 중심

## 역사와 정신

### 학생신앙운동의 역사

#### 배아기(1945년 8월 ~ 1946년 9월)
- 1938년 9월 10일 평양 서문회 예배당에서 회집된 조선 예수교 장로회 제27차 총회에서 신사참배 가결의 우를 법한 한국교회는 1945년 8월 15일 조국 광복과 함께 새로운 국면을 맞이 하게 되었다. 신앙양심의 회개와 일제의 탄압으로 폐문된 평양 신학교의 전통을 계승한 고려 신학교의 설립, 그리고, 신앙과 생활의 순결이 전환의 주류가 되었다.

#### 형성기(1946년 10월 ~ 1952년 6월)
- 회개와 자숙 운동이 교회 내에서 일기 시작할 무렵, 타오르는 가슴의 불씨를 주체하지 못한 학생들의 기도 모임이 “학원 충실, 학원의 복음전도, 교회 봉사”의 기도 제목으로 부산 제일 영도 교회에서 시작되어 학생신앙협조회로 자리잡게 되고, 해방 이듬해 초 부산 청년신앙운동이 결성되었다. 이러한 두 모닥불 모임의 불은 고려 신학교에서 응집되어 학생신앙운동의 근간을 이루었다.

#### 발단 및 조직기(1952년 6월 ~ 1954년 8월)
- 1947년 결성된 학생신앙협조회는 1948년 8월 2일부터 5일간 부산 고려신학교에서 155명이 모여 수양회를 가지므로 학생신앙으로 개명하였다. 신앙의 자발심, 자립정신을 발단으로 순수 기독학생이 모여 신앙운동만을 본질로 삼은 학생신앙운동은 해마다 수양회를 개최하였고, 동란 중인 1951년 제6회 하기수양회에서 전국학생신앙운동이 출범하게 되었다. 1970년부터 S.F.C.운동의 연속성, 활성화, 학생운동의 전문화의 필요로 간사 제도가 도입되어 오늘까지 이루고 있다.

#### 성장기(1954년 8월 ~ 1974년)
- '선 운동, 후 조직'이라는 다른 운동 단체와는 상이한 과정을 거쳐 구성된 S.F.C.는 전도 운동과 S.F.C.의 활력소라 할 수 있는 수양회를 매회 개체해 왔다. 영적 통일을 위해 1965년 7월 S.F.C.배지를 만들어 전국에 보급하고, 오늘날 전국학신(고신)의 전산인 학생신앙운동등의 기관지를 발간하며 문서 운동을 추진하고 전도운동에 힘썼다. 이러한 성장기의 한 획을 긋는 사건인 1960년 12월 13일 장로회 합동으로 고신과 총신총회 산하의 양대 통일적 학생신앙운동이 통합하게 되어 18회 동기 수양회는 처음으로 양측 총회의 학생이 함께 참석한 수양회가 되었다.

- 이후 1970년에는 매년 10월 마지막 주일은 고신교단총회에서 SFC주일을 정하고 교단내 교회들이 SFC주일을 지키기로 결의한 이후 고신교단과 SFC는 후원과 동역의 약속으로 SFC주일을 함께 지키고 있다. 그 뒤 1971년에 전임 사역자를 세워 초대 간사로 김만우 간사가 된다. 1974년 4월 4~6일에 처음으로 제1회 전국 SFC 대학생대회가 서울 도봉산 YMCA 다락원에서 내일을 위하여 라는 표제로 개최가 되었다.

#### 전환기(1963년 9월 ~ 1984년)
- 두 보수인 고신과 총신이 합동한지 만 3년이 채 못되어 분리되고, 그 때문에 1963년에는 수양회를 가질 수 없었다. 그 뒤 1973년 고신 대학 교수단의 신자간불신 법정 고소가 옳다는 성경(고전 6:1-11)위배적 주장에 반대하는 반고소고려측 총회와 이를 지지하는 고신 측으로 교단이 양분되었다. 1970년 12월 30일에 고려 신학 대학 인가와 함께 폐교된 전 고려 신학교가 다시 복교되었고 1984년 5월 22일 반고소 고려측은 고려로 명칭을 변경하면서 제32회 거창 고등학교에서 “내 민족을 가게 하라”라는 표제로 모인 동기 수양회를 끝으로 고신 SFC와 고려 S.F.C.는 각각 활동하게 된다.

#### 분열 성장시기(1984년 ~ 2015년)
- 고신 SFC와 고려 S.F.C.는 각각 활동하게 되면서 고신 SFC는 대학생 대회 및 캠퍼스 내 사역지 및 동아리 활동과 SFC의 세계선교를 위해 성장하게 되었고 해외에서 필리핀 마닐라 지부와 일본 지부를 새우는 등 수많은 성장을 이루어왔다. 고신SFC전국 대학 110개에서 정식동아리로 활동하고 있으며 중고학생 15000명, 대학 2200명이 활동하고 있는 대한민국 3대 선교단체로 성장하였다.(CCC.IVF.SFC)

- 반면 고려 S.F.C.는 잠시 주춤을 하게 되었으나 제36회 동기 수양회때 “지도자 아카데미”라는 대학생 중심의 모임을 필두로 제40회 수양회 때부터 규모를 갖춘 대학부 프로그램이 시행되고, 1975년 경향교회 대학부를 중심으로 캠퍼스 활동을 펼쳐 왔다. 1984년 1월 정기위원회의 가결을 거쳐 동년 3월 14일에 전국에 산재한 대학에 S.F.C.를 조직하였고, 마침내 1991년 6월 제1회 전국 S.F.C. 대학생 대회를 개최하기에 이른다.

#### 학생신앙운동(고신)의 현재
- 현재 국내 SFC 지역과 지부, 해외지부의 이름
  - 지역 - 서울, 경기인천, 충청, 전라, 대구경북, 진주, 경남, 경동, 부산, 울산, 제주, 고려
  - 지부 - 춘천, 거창, 김해
  - 해외 - 마닐라지부(남효종), 일본지부(손만석), 연변지부(   ), 상해지부(차○○), 북경지부(허○○), 몽골지부(하샤), 일로일로지부(박○○), 태국지부(故홍○○)

- 전국 SFC에서 비전트립을 실시하고 있는 나라
  - 필리핀, 일본, 연변, 몽골, 인도, 베트남/캄보디아, 태국, 러시아

#### 학생신앙운동의 특징
- 기도회로 시작된 운동
- 조국의 역사 가운데서 출발하여 세워진 운동
- 교회를 중심으로 시작하여 학원까지 가는 운동
- 학생지도력을 계발해 온 운동

## SFC(고신)의 조직
1. 전국SFC학생조직
  1. 교회연합
  2. 지방SFC
  3. 지구SFC
  4. 개체교회SFC
  5. 학원연합
  6. U-SFC
  7. 개체대학SFC
  8. TEEN SFC
2. 전국SFC간사회
3. 총회SFC지도위원회

SFC 공동체가 비전성취를 위하여 다음과 같은 변혁적 운동을 전개하고 있다.
- 캠퍼스 변혁운동
- 건강한 교회운동
- 통일운동
- 학사운동
- 이슈운동

#### SFC의 대학교 사역지(4년제 또는 2년제)
서울 U 
서울대학교, 고려대학교, 이화여자대학교, 한양대학교, 연세대학교, 경희대학교, 덕성여자대학교, 성신여자대학교, 가천대학교
서울과학기술대학교, 인덕대학교, 서울시립대학교, 성균관대학교, 동국대학교, 명지대학교, 서강대학교
 경인 U 
성균관대학교(자연과학캠퍼스), 강남대학교, 인하대학교, 단국대학교(죽전캠퍼스), 경희대학교(국제캠퍼스), 용인대학교, 아주대학교, 인천대학교, 한양대학교(에리카캠퍼스), 수원대학교, 가톨릭대학교
 충청 U 
충남대학교, 백석대학교, 한국교원대학교, 나사렛대학교, 꽃동네대학교, 청주교육대학교, 영동대학교, 한남대학교, 목원대학교, 배재대학교, 충북대학교, 청주대학교, 건양대학교, 공주대학교, 고려대학교 세종캠퍼스, 카이스트, 건국대학교 글로컬캠퍼스
 전북 U 
전북대학교, 전주대학교, 군산대학교, 원광대학교, 전주교육대학교, 우석대학교
 광주 U 
전남대학교, 조선대학교, 광주대학교, 호남신학대학교, 광주여자대학교, 호남대학교, 광주보건대학교, 서영대학교, 남부대학교, 한국과학기술원
 여순 U 
전남대학교(여수캠퍼스), 순천대학교
 대구경북 U 
경북대학교, 계명대학교, 대구대학교, 대구가톨릭대학교, 대구한의대학교, 영남대학교, 안동대학교, 금오공과대학교, 대구교육대학교, 경운대학교, 김천대학교, 경일대학교
 경동 U 
포항공과대학교, 한동대학교, 경주대학교, 동국대학교(경주캠퍼스), 선린대학교, 포항대학교
 울산 U 
울산대학교, 울산과학기술대학교, 춘해보건대학교, 영산대, 울산과학대학교
 경남 U 
경남대학교, 마산대학교, 창원대학교, 창신대학교, 문성대학교, 거제대학교, 해양과학대학교, 부산대학교(밀양캠퍼스)
 진주 U 
경상대학교, 경남과학기술대학교, 진주교육대학교, 한국국제대학교
 부산 U 
동서대학교, 동의대학교, 신라대학교, 동명대학교, 경성대학교, 부경대학교, 부산대학교, 고신대학교, 부산교육대학교, 부산가톨릭대학교, 인제대학교, 부산외국어대학교, 동아대학교, 동주대학교,영산대학교
 제주 U 
제주대학교 한라대학교 관광대학교

## SFC(고신)의 양육
SFC의 양육은 공동체적으로 성취된다. 기본적으로 SFC에게 주어진 비전성취와 재생산으로부터 출발하며 총체적인 방법론을 추구한다. 개혁신앙인을 양성하는 것이 목표이며, 과정지향적이지 않고 목표지향적이다.
SFC의 양육구조는 비전과 미션과 훈련을 강조하는 구조이며, 개인의 변화와 성숙과 성장에 머물지 않고 변혁적인 삶을 추구하는 양육구조이다.

## SFC의 4대 전략
- 개혁신앙인 양성 : 하나님의 주권과 성경의 절대성을 믿는 개혁주의 신앙이 생활에 심겨져 있는 사람을 기르는 것이 양육의 목표이다.
- 복음화 : 영혼 구원뿐 아니라 타락한 문화를 복음으로  변혁시켜 건전한 문화를 확립하고자 함
- 교회건설 : 교회를 통한 하나님의 구원 사역을 확신하여 개교회에서 봉사하고, 교회간 연합운동을 함
- 세계선교 : 직접 파송보다는 선교에 대한 비전을 심어주고 인적 자원을 발굴하는 선교못자리의 역할을 감당
- 학생신앙운동 홈페이지
- 대한예수교장로회 제신노회 전국S.F.C.